# Fusinus inglorius
Fusinus inglorius là một loài ốc biển, là động vật thân mềm chân bụng sống ở biển trong họ Fasciolariidae.

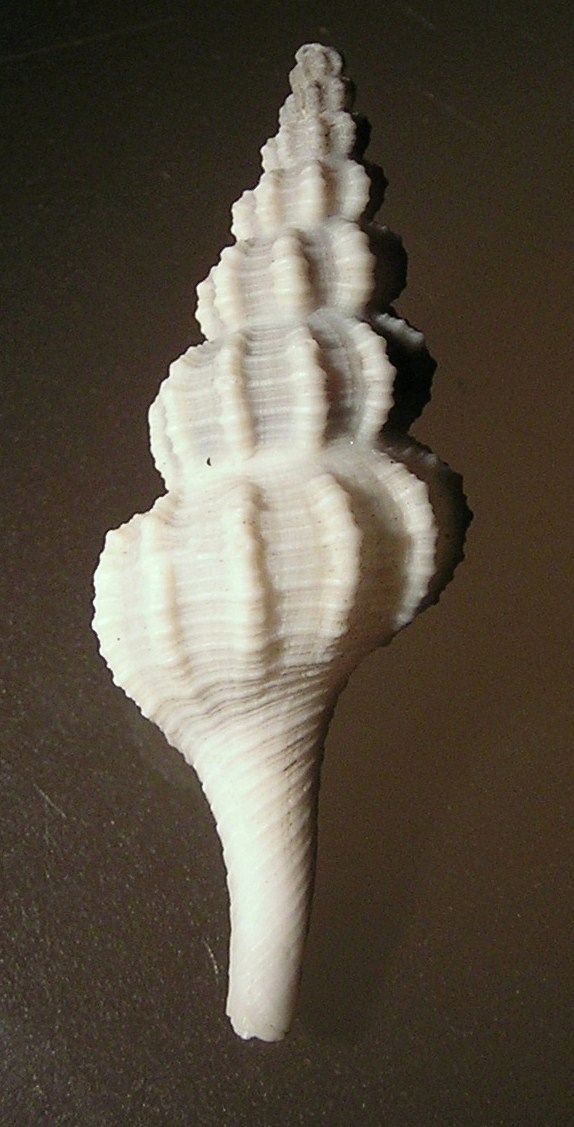
Fusinus inglorius